# Pristimantis ameliae
Espèce
Pristimantis ameliae est une espèce d'amphibiens de la famille des Craugastoridae.

## Répartition
Cette espèce est endémique de l'État de Mérida au Venezuela. Elle se rencontre à 2 500 m d'altitude sur le versant Est de la Sierra de la Culata.

## Description
Le mâle mesure 23,4 mm et la femelle 26,3 mm

## Étymologie
Cette espèce est nommée en l'honneur d'Amelia Díaz de Pascual.

## Publication originale
- Barrio-Amorós, 2012 "2011" : A new Pristimantis Jiménez de la Espada, 1870 (Anura: Strabomantidae) from the cloud forests in the Venezuelan Andes. Anartia, Publicación del Museo de Biología de la Universidad del Zulia, vol. 23, p. 17-26.